# Il patrigno II
Il patrigno II (Stepfather II), è un film del 1989 diretto da Jeff Burr.
Thriller psicologico la cui sceneggiatura è stata scritta da John Auerbach. È il sequel di Stepfather - Il patrigno (1987).

## Trama
Dopo essere sopravvissuto pur colpito e pugnalato alla fine del film precedente, il patrigno si è stabilizzato a Puget Sound, Washington, passando il suo tempo a costruire modellini di case nella sua officina. Assegnatogli un nuovo medico di nome Joseph Danvers, il patrigno inizia a confidarsi con lui per guadagnare la sua fiducia, per poi uccidere il medico durante la loro ultima sessione, accoltellandolo al collo per poi scappare dal laboratorio. Dopo aver ucciso Danvers, l'uomo picchia a morte con il suo manganello una guardia giurata di nome Ralph Smith; indossa quindi la sua uniforme e riesce a scappare dal manicomio.
Dopo aver rapinato e ucciso un commesso viaggiatore, il patrigno cerca un albergo e così altera il suo aspetto, prendendo il nome di dottor Gene F.Clifford dai necrologi dei giornali e viaggia fino a Los Angeles dopo aver visto un annuncio su di lui in un episodio di Dream House.